# سولالا
سولالا (به لاتین: Soalala) یک منطقهٔ مسکونی در ماداگاسکار است که در بخش سوآلالا واقع شده‌است.
 سولالا  ۱۵٬۰۰۰ نفر جمعیت دارد و ۹ متر بالاتر از سطح دریا واقع شده‌است.